# Ана Кнежевић
Ана Кнежевић (Београд, 1976) јеste интердисциплинарна уметница. Завршила је студије сликарства на Факултету ликовних уметности у Београду (2002) и студирала је сликарство на  „Massachusetts College of Art and Design”  у Бостону (2003-2004). Ради светлосно-звучне инсталације, цртеже и ВР инсталације. Од 2017. експериментшие са медитативним просторним искуствима, истражујући нове територије отворене ВР технологијом. 
Добитница је CultureHub стипендије и резиденције у Њујорку 2018, награде Pollock-Krasner у Њујорку 2017, награде CEC ArtsLink у Њујорку 2012. и београдске награде за цртеж Фондације Владимир Величковић за 2009. године. Осим у бројним градовима Србије, самостално је излагала у Њујорку, Бостону и Паризу. Дела јој се налазе у важним колекцијама у Србији (Музеј у Смедереву, Музеј Рудничко таковског краја, Галерија „Надежда Петровић“, Чачак, Галерија ХАОС и друге). Живи и ради у Њујорку од 2013. године.

## Биографија
Ана је рођена 13. јануара 1976. године у Београду, дипломирала на Факултету ликовних уметности Универзитета у Београду. МИП Факултет ликовних уметности – Универзитет у Београду. Од јесени 2003. студент МФА на „Massachusetts College of Art and Design”  Члан УЛУС-а од 2003.
- 2006. ауторка је концепта и идеје за изградњу/просторне оквире и дизајн осветљења „Радио Светло 487796 – Кластер[6]“ на Тргу Републике у Београду (пројекат реализован поводом 150 година од рођења Николе Тесле) .
- 2007. Добитник 2. награде на конкурсу Скупштине града/секретара за културу Београда за концепт и идеју „Дана Београда“.
- 2009. ауторка светло/звук/видео инсталације „Гласник светлости“ заједно са Аницом Вучетић реализоване поводом 153. годишњице рођења Николе Тесле на 25. Универзијади, Београд, по наруџбини Музеја Николе Тесле, Београд;
- 2009. Добитница друге награде за цртеж Фондације Владимира Величковића за 2009. годину.

## Персоналне изложбе (избор)
- 2020. Геометрија светлости, Галерија НГВУ, Београд, Србија
- 2017 Огледало светлости, Галерија савремене уметности, Смедерево, Србија
- 2012 Љубавна синапса, Галерија Трећи Београд , Србија
- 2011 Светлост на празнини, Галерија ДКСГ, Београд, Србија
- 2011 Унутрашња симетрија, ИТС-З1 - Међународни полигон, Ритопек, Србија
- 2011 Из лимбичких дубина, Галерија ДОБ , Београд, Србија

## Групне изложбе (избор)
- 2015 Простори ексцесивности (изложба у три особе), Салон Музеја савремене уметности, Београд, Србија
- 2013 Нова српска апстракција, Галерија РТС-а, Београд, Србија
- 2011 Објекат или скулптура где је граница, Уметнички павиљон Цвијета Зузорић, Београд, Србија
- 2010 Јесењи салон, Павиљон Цвијета Зузорић, Београд, Србија
- 2010. Изложба новобеоградских уметника, Галерија Народног музеја, Ваљево, Србија

## О уметности
Ана уметност перципира као пут емотивне спознаје. Кроз уметничку праксу тражи непознато и занимају је пројекти на пресеку технологије и уметности. У раду се труди да „невидљиво” артикулише на начин да буде „доступна” гледаоцима кроз њихово лично, емоционално и ментално искуство. Жели да сензибилише посетиоце за емоционалним доживљајима уметничких радова и да их стави у ситуацију у којој би евентуално преиспитали позиције на које су навикнути и да на тај начин тумаче уметничке радове. 

## О друштву и држави
Када говори о времену и друштвеним околностима у којима се формирала, сматра да је њен уметнички израз био начин да се кроз стваралачки процес избори са свим последицама ратних разарања државе у којој је рођена (Југославија). Сама истиче, да је током њеног одрастања она три пута мењала име, границе и друштвена уређења која су изневерила очекивања хармоничног живота у друштву у коме би култура имала значајно место. 